# Sociologie des pratiques culturelles
Vous pouvez aider à l'améliorer ou bien discuter des problèmes sur sa page de discussion.
- Il ne cite pas suffisamment ses sources. Vous pouvez indiquer les passages à sourcer avec {{référence nécessaire}} ou {{Référence souhaitée}}, et inclure les références utiles en les liant aux notes de bas de page. (Marqué depuis février 2022)
- Il doit être recyclé. La réorganisation et la clarification du contenu sont nécessaires. (Marqué depuis février 2022)

- Archive Wikiwix
- Bing
- Cairn
- DuckDuckGo
- E. Universalis
- Gallica
- Google
- G. Books
- G. News
- G. Scholar
- Persée
- Qwant
- (zh) Baidu
- (ru) Yandex
- (wd) trouver des œuvres sur Wikidata

La sociologie des pratiques culturelles décrit la manière dont les individus pratiquent concrètement la culture.
Il s'agit de l' « ensemble des activités de consommation ou de participation liées à la vie intellectuelle et artistique, qui engagent des dispositions esthétiques et participent à la définition des styles de vie : lecture, fréquentation des équipements culturels (théâtres, musées, salles de cinéma, salles de concerts, etc.), usages des médias audiovisuels, mais aussi pratiques culturelles amateurs ».
Les pratiques culturelles sont diverses, mais également marquées socialement : les goûts comme les dégoûts sont des constructions sociales construites au contact des autres individus.
L'approche sociologique tente de ne pas définir a priori les pratiques culturelles, mais de partir des pratiques réelles pour mieux les appréhender : cela permet d'avoir une définition large de la culture, qui prenne en compte son caractère historique et social : la culture est « un tout complexe qui inclut les connaissances, les croyances, l'art, la morale, les lois, les coutumes et toutes autres dispositions et habitudes acquises par l'homme en tant que membre d'une société ».

## La diversité des pratiques culturelles
Il existe une multitude de pratiques culturelles, qu'on peut classer par catégories. Voici donc un panorama des pratiques culturelles par type, définies par la fréquentation et les pratiques concrètes.

### Lecture
Aujourd’hui, près de 9 français sur 10 se déclarent lecteurs et ont lu au moins un ouvrage au cours des 12 derniers mois. Dans les années 1960, la lecture était considérée comme une perte de temps, surtout pour les femmes. Cependant, dans l’imaginaire collectif, la lecture serait une pratique féminine. De même que les genres littéraires seraient associés à un sexe : le Manga pour les garçons, les romans à l’eau-de-rose pour les filles. De nos jours, les hommes liraient à 32% pour approfondir leurs connaissances, alors que les femmes liraient par plaisir à hauteur de 22% (contre 19% pour les hommes).
On ne saurait réduire la pratique de la lecture à celle du livre. Si les Français lisent moins de livres, la pratique de la lecture perdure sur d’autres supports, principalement numériques : articles, blogs, et SMS. Les Français lisent principalement chez eux, mais les circonstances de lecture s’externalisent aussi puisque les transports en commun constituent un contexte privilégié de lecture.

### Musique
La pratique culturelle concernant la musique est une des plus étudiées par les chercheurs en sociologie car cette dernière montre une grande diversité des pratiques et des groupes sociaux, souvent liées à la définition des styles de vie notamment adolescents.
Cette pratique s'est développée avec les nouvelles technologies et notamment internet qui a entraîné l'accès rapide, gratuit ou peu onéreux et dématérialisé pouvant se transporter à tout moment. Les nouvelles technologies bouleversent les pratiques et les modes de consommation. L’évidence de certains instruments numériques, de leur simplicité, parfois même de leur facilité, posent pleinement le problème dans le milieu artistique, du savoir et du savoir-faire quant à la démocratisation de la pratique amateur en « home studio ». Quant à la consommation de la musique, la frénésie actuelle peut être comparée à la folie folliculaire du XVIIIe siècle quand on sait que 12 heures de musique sont postés par minute sur la plate-forme de distribution audio en ligne Soundcloud.

### Les arts de la marionnette
Depuis les années 1970, les arts de la marionnette ont connu un véritable renouvellement et un développement qui ont entraîné un important rayonnement de la création française sur le plan européen et international.

### Jeux vidéo
Les jeux vidéo sont une pratique culturelle récente, rendue accessible par la démocratisation des nouvelles technologies et la multiplication des supports de communication.
La reconnaissance de cette pratique a été longue même après la large diffusion de celle-ci dans les années 2000. Pour autant, deux grands musées parisiens se sont emparés du sujet au travers de deux expositions : Museogames (2010-2011) à la Cité Nationale des Arts et Métiers et Game Story (2011-2012) au Grand Palais.
Jusqu'à aujourd'hui, le jeu vidéo est une pratique portée par une industrie solide et se distingue des autres par son poids économique. À titre d'exemple, GTA V, sorti en 2013, a été l'objet culturel ayant entraîné les plus fortes retombées économiques en 24h (815 millions de Dollars USD),.
Le jeu vidéo donne lieu à des pratiques de différents types, donnant lieu à des pratiques solitaires ou collectives, que les joueurs soient physiquement ensemble ou non, et ceux à différents degrés. Il donne naissance à des communautés de goûts et de joueurs, à l'exemple du retrogaming ou de serveurs privés sur des jeux comme Minecraft. Les communautés peuvent se construire aussi bien à partir d'un cercle d'amis existant avant le moment du jeu, ou se créer à partir de rencontres faites sur le jeu. Des outils comme les forums en ligne ou des outils dédiés comme Discord peuvent ensuite prendre le relais pour reproduire des pratiques collectives en dehors des jeux eux-mêmes.
Au-delà d'un usage personnel, regarder d'autres joueurs est une pratique qui se développe également depuis quelques années jusqu'à atteindre une très forte importance. Qu'il s'agisse de Youtube, site le plus visité au monde en 2016, où certains vidéastes comme Pewdiepie atteignent plusieurs dizaines de millions d'abonnés sur des captures commentées de jeux vidéo. Parmi les 10 chaînes YouTube ayant le plus d'abonnés au 4 février 2018, 5 sont des chaînes de jeux vidéo.
D'autres plateformes, telles que twitch.tv se spécialisent également dans la diffusion de captures de jeux en temps réel, dans un mode "streaming" direct.
Ce mode de pratique par procuration, à l'image de ce qui se fait dans le sport avec les championnats, donne également naissance à l'e-sport et à la pratique culturelle consistant à regarder des diffusions de tournois e-sport. Bien qu'encore relativement marginale dans de nombreux pays, cette pratique a commencé à être considérée dans un cadre olympique.
Enfin, la pratique consistant à jouer sur téléphone se développe également de façon très forte, dépassant dès 2016 en termes de revenus les jeux vidéo conçus pour les consoles de jeux ou les ordinateurs.

## Distinction entre pratiques en présentiel et pratiques médiatisées

### Notion de présentiel
Cette notion s'applique avant tout au spectacle vivant. Ainsi dans le cas des pratiques musicales, lors d'un concert les artistes et le public sont présents simultanément. Cela signifie donc que le public doit se rendre sur le lieu du concert. Pour Mario d'Angelo il y une contrainte spatio-temporelle forte qui joue conférant des caractéristiques économiques (relevées notamment par Baumol et Bowen) et techniques (liées au lieu et à la scène) à ce type de situation. Mais outre le spectacle vivant, ce sont aussi l'enseignement artistique et les pratiques collectives en amateur qui présentent la caractéristique fondamentale d'une communication en présentiel avec une contrainte spatio-temporelle : pour les enseignants et les apprenants, être présents au conservatoire au même moment pour qu'il y ait relation de face à face entre eux. S'agissant des groupes amateurs jouant ou répétant ensemble, le constat est le même.
En termes de pratique sociale, les pratiques culturelles en présentiel sont liées à la sortie. Elles ne se limitent pas au spectacle vivant, à l'enseignement artistique et aux pratiques artistiques collectives en amateurs. Dans son étude sur les acteurs culturels en Europe, Mario d'Angelo considère qu'elles recouvrent toutes les sorties dans les lieux culturels bâtis (centres culturels, musées, salles de cinémas,...) ou en plein air (certains festivals par exemple comme le Paléo Festival de Nyons, des visites de jardins, etc.). La pratique culturelle en présentiel présente donc une autre caractéristique importante: elle est une expérience éphémère. En effet, visiter un site archéologique ou voir une pièce de théâtre ne laisse au visiteur ou au spectateur que le souvenir, des émotions. l'éphémère peut trouver des compensations dans les achats d'imprimés en lien avec le moment vécu, de produits du merchandising, donc de produits tangibles mais qui ne sont pas l'expérience en présentiel.

### Les pratiques médiatisées
Ce sont des pratiques qui peuvent être développées à domicile (lecture de livres, de la presse, télévision, internet, smartphone...) ou dans d'autres situations (dans les transports, au travail, etc.). L'intermédiaire technique nécessaire peut être de deux types:
- un produit tangible tel un livre, un CD, etc. c'est-à-dire un "produit édité"[19] relevant d'un système technique plus vaste nécessitant ou pas pour la pratique un matériel plus ou moins sophistiqué;
- un service accessible à travers un réseau : de radiodiffusion, de télédiffusion, internet ou de télécommunications.

## La socialisation à l'origine des pratiques culturelles
Les pratiques culturelles sont marquées socialement (elles dépendent du statut social, du genre, etc.) parce qu'elles sont apprises et pratiquées en société, dans des milieux sociaux particuliers. Le processus par lequel on apprend à se comporter en société s'appelle la socialisation. Plusieurs théories sociologiques appréhendent cette construction de soi en société.

Rapport entre le capital économique et le capital culturel selon Bourdieu.

### Le modèle bourdieusien de la distinction
Dans son livre La Distinction, Critique sociale du jugement, Pierre Bourdieu classe les agents sociaux selon deux axes. Le premier représente le capital total des agents, puis le second représente le rapport entre le capital économique et le capital culturel de ces agents. Il définit donc ce qu'il appelle la lutte pour la distinction et qui transforme des différences très faibles en différences radicales puisque hiérarchisées.

## La fin de la distinction?
Le modèle bourdieusien de la distinction a été vivement critiqué pour son obsolescence, son aspect caricatural et son misérabilisme. Les pratiques culturelles ont en effet évolué depuis les années 1960 en France comme ailleurs dans le monde, et les théories sociologiques se sont adaptées à ces évolutions. Néanmoins, le modèle de la distinction garde de sa pertinence si on l'adapte aux métamorphoses de la société.

### L'omnivorisme culturel
La théorie de l'omnivorisme culturel a été avancée par Richard A. Peterson (en) (1992). Peterson constate que les résultats des études appliquant la méthode de Pierre Bourdieu développée dans La Distinction à d'autres terrains que la France des années 1960 divergent avec les conclusions du cadre initial. En effet ces recherches montrent que le capital culturel est de plus en plus perçu comme une aptitude à apprécier l’esthétisme propre à une vaste gamme de formes culturelles (arts et culture populaire). Cette tendance sera décrite sous le nom d’omnivorité culturelle. 
Ainsi la théorie de la domination culturelle serait dépassée puisque les goûts des classes dominantes ne seraient plus simplement cantonnés aux pratiques dites légitimes par Bourdieu. Or si les classes dominantes tendent à être des omnivores culturels (éclectiques, peuvent passer d’un registre culturel à l’autre : savant puis populaire), les classes populaires tendent à être univores, c'est-à-dire bloquées dans un registre de pratiques culturelles populaires. La théorie de l’omnivorisme n’a donc pas complètement effacé les dominations culturelles théorisées dans La Distinction.

### La dissonance culturelle
Dans La Culture des individus, Bernard Lahire analyse les pratiques culturelles dans toute leur complexité. Prolongeant les travaux de Pierre Bourdieu, il montre que la notion d'habitus permet de rendre compte d'un certain nombre d'inégalités sociales, mais qu'elle aboutit sur un modèle homogène dans lequel chaque individu est associé à un registre culturel unique. Or, les individus n'ont pas forcément le même type de comportement d'un secteur culturel à l'autre et leurs préférences ne coïncident pas toujours avec leurs pratiques effectives.
Bernard Lahire s'intéresse donc à ces dissonances et ambivalences, que ce soit entre les individus d'une même classe ou à l'échelle individuelle. Il théorise la notion de « variations intra-individuelles » et explique l’hétérogénéité des pratiques par les différentes instances de socialisation auxquels les individus sont confrontés (milieu social d'origine, milieu scolaire, milieu professionnel, sexe, situation conjugale, cercle amical) : « Plutôt que de présupposer la systématique influence d'un passé incorporé nécessairement cohérent sur les comportements individuels présents […], le sociologue peut s'interroger sur le déclenchement ou le non-déclenchement [...] des dispositions et des compétences incorporées ». Les variations intra-individuelles dépendent aussi du contexte (pratique solitaire ou collective, privée ou publique) et des étapes du cycle de vie (enfance, adolescence, âge adulte etc.).
Bernard Lahire s'écarte donc des grandes enquêtes quantitatives (comme celles d'Olivier Donnat) pour inclure dans son ouvrage un ensemble de portraits qui témoignent des rapports possibles aux pratiques culturelles (passion, goût, curiosité, contrainte, obligation scolaire, accompagnement, routine, gratuité, défoulement etc.).

## De l'étude de la consommation culturelle à celle de la réception culturelle
Pour appréhender au mieux les pratiques culturelles, il faut passer d'une étude de la consommation culturelle concentrée sur l'offre, à une analyse de la réception culturelle : il s'agit de prendre en compte la variété des manières d'appréhender la culture, en observant concrètement et finement la façon dont les individus pratiquent la culture.

## Politiques et pratiques culturelles
Les politiques publiques de la culture s'appuient sur une certaine conception des pratiques culturelles : elles ont évolué et peuvent encore s'adapter aux changements culturels qui ont lieu dans la société.

### Les politiques culturelles de la démocratisation
La notion de politique culturelle ne va pas de soi et n’est pas une catégorie transhistorique de l’action politique. Elle date du début de la Ve République.
En France la politique culturelle définie par le gouvernement est mise en œuvre et coordonnée localement par la direction régionale des affaires culturelles (DRAC), sous l'autorité du préfet de région.